# Bank Żywności SOS w Warszawie
Bank Żywności SOS w Warszawie (BŻ SOS w Warszawie) – warszawska fundacja prowadząca bank żywności.
Jej celem jest zmniejszanie obszarów niedożywienia najuboższych grup społecznych oraz przeciwdziałanie marnotrawieniu żywności.

## Historia fundacji
W 1993 z inicjatywy Jacka Kuronia przy Fundacji "Pomoc społeczna SOS" stworzono program "Bank Żywności SOS". W 1994 jego realizatorzy założyli samodzielną fundację o tej samej nazwie. Bank Żywności SOS w Warszawie jest członkiem założycielem Federacji Polskich Banków Żywności. Od 1997 fundacja organizuje i prowadzi Świąteczną Zbiórkę Żywności na terenie Warszawy i najbliższych okolic.

## Cele fundacji
Cele fundacji realizowane są poprzez:
- bezpłatne pozyskiwanie żywności, profesjonalne zorganizowanie jej transportu i magazynowania oraz bezpłatnego rozdziału
- wspieranie pozyskanymi artykułami żywnościowymi instytucji świadczących bezpośrednią pomoc potrzebującym, w szczególności organizacji pozarządowych zajmujących się opieką nad dziećmi, młodzieżą, osobami z niepełnosprawnościami, osób w kryzysie bezdomności i innymi osobami będącymi w trudnej sytuacji życiowej
- wyszukiwanie rezerw żywności produkowanej w nadmiarze, niewykorzystywanej lub niehandlowej, przez co producenci, dystrybutorzy i handlowcy unikają wysokich kosztów utylizacji. Dzięki temu Bank Żywności nie tylko przeciwdziała marnotrawieniu żywności, ale także przyczynia się do zmniejszania zjawiska zanieczyszczania środowiska naturalnego.

## Zasady fundacji
W swojej pracy Bank opiera się o cztery podstawowe zasady:
- zasada non-profit
- zasada kierowania żywności do osób potrzebujących poprzez organizacje pozarządowe zajmujące się ich bezpośrednim wsparciem (przede wszystkim udzielaniem pomocy żywnościowej)
- zasada apolityczności oraz różnorodności światopoglądowej
- zasada lokalnego zasięgu działania (Warszawa i najbliższe okolice).

## Udział Banku Żywności SOS w Warszawie w unijnych programach pomocy żywnościowej
Bank od 2004 realizuje program PEAD. Mechanizm przekazywania nadwyżek żywności najuboższej ludności Unii Europejskiej jest jednym z mechanizmów Wspólnej Polityki Rolnej administrowanym przez Agencję Rynku Rolnego. Celem PEAD było poprawienie bytu osób najuboższych w Unii Europejskiej poprzez dostarczenie im artykułów spożywczych takich jak: makaron, ryż, sery topione, mleko czy mąka.